# Boccia

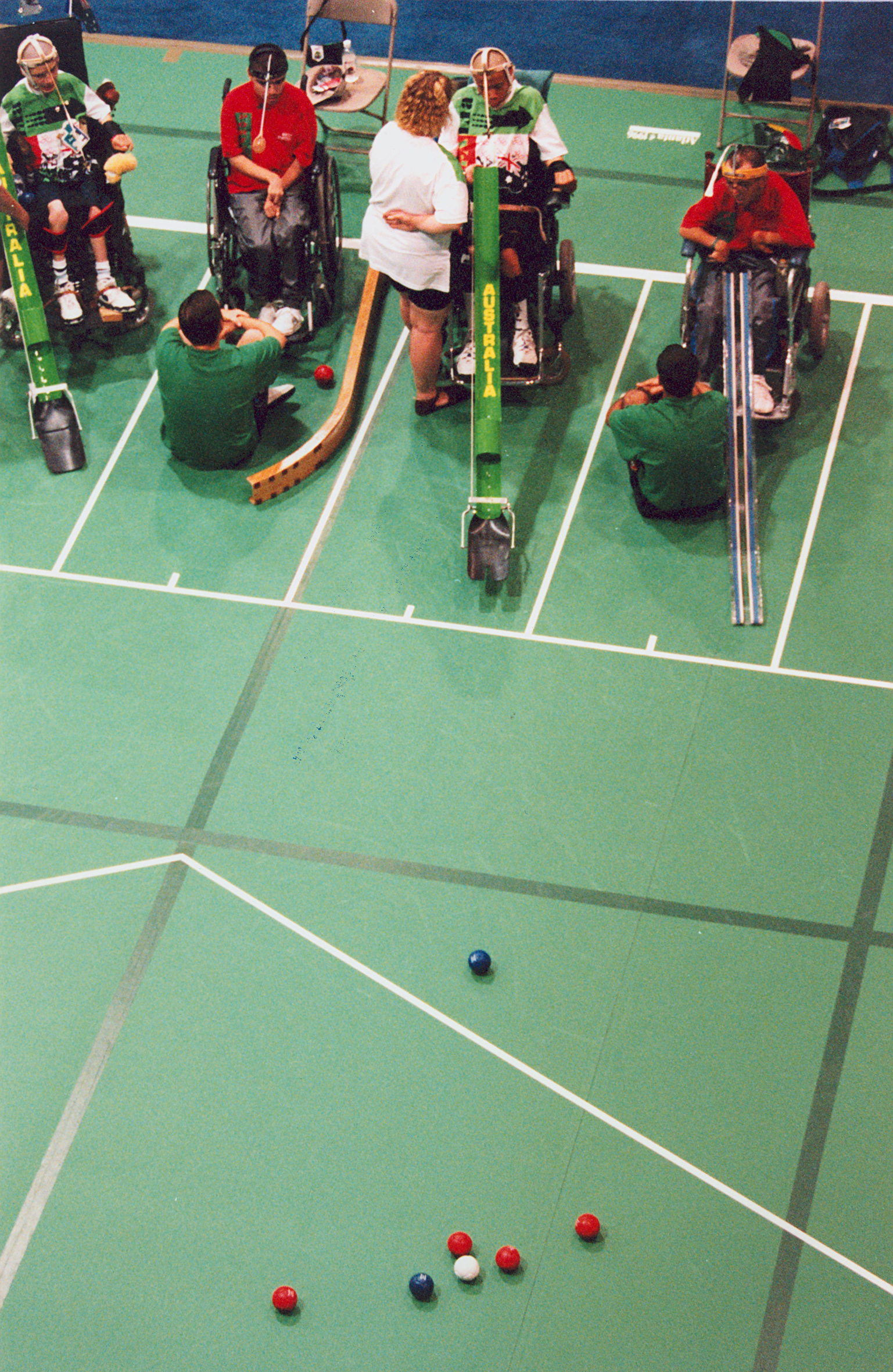
Zawodnicy na paraolimpiadzie w Atlancie w roku 1996

Boccia – sportowa dyscyplina paraolimpijska wywodząca od włoskiej gry w bule – bocce.
Pierwszy raz rozgrywki boccia miały miejsce na światowych igrzyskach niepełnosprawnych w Nowym Jorku w roku 1984. Stałą dyscypliną paraolimpijską stały się od czasu olimpiady w Barcelonie w 1992 roku. Obok goalballa i dyscyplin uprawianych na wózkach jest dyscypliną paraolimpijską niemającą swojego odpowiednika w programie olimpijskim.
Pod wieloma względami gra jest podobna do pierwowzoru. Od bocce odróżniają ją jednak charakterystyczne zapisy regulaminowe:
- wprowadzenie bili na boisko odbywać się może w dowolny sposób: rzucenie, kopnięcie, sprzęt wspomagający np. rynny, pochylnie
- pozycja ciała zawodnika nie jest określona: można stać lub siedzieć (wózek, krzesło)
- wprowadzanie bili na boisko może się odbywać z udziałem asystenta instruowanego przez gracza (np. o głębokim porażeniu mózgowym, bez kończyn)
- istnieje limit czasu przyznawany każdej stronie na rozegranie każdej rundy.

Ze względu na charakterystyczną dla większości gier „bulowych” prostotę zasad, względnie do innych sportów tani sprzęt i niewielkie wymagania w zakresie miejsca do gry, boccia polecana jest również jako gra integracyjna.